# Alcis orbifer
Alcis orbifer là một loài bướm đêm trong họ Geometridae.